# Сент-Дэвид (Доминика)
Святой Давид — один из 10 приходов Доминики, расположенный на восточной стороне острова. 
Граничит с Сент-Эндрю на севере; Сент-Джозеф, Сент-Пол и Сент-Джордж на западе; и Сент-Патрик на юге. Приход имеет площадь 131,6 км² (50,8 mi²), а его население составляет 6 789 человек. 

## Поселения
Крупнейшее поселение — Касл Брюс, с населением 1653 человека. Поселение включает в себя коренное сообщество * территории Карибов (Территория Калинаго) с населением около 3000 человек, проживающих в 7 деревнях. Также в состав входят следующие деревни: 
- Гранд Фонд
- Розали
- Гуд Хоуп
- Petit Soufrière
- Ривьер Сирик
- Морн Джаун
- Сан-Совер
- Территория Калинаго
- Аткинсон
- Антризле

## Области, представляющие интерес
Северная часть прихода также является домом для 3000 коренных карибов. 